# Lex Servilia Glaucia
La lex Servilia Glaucia è una legge romana approvata tra il 104 e il 100 a.C.
Essa prevedeva la reintroduzione nel Collegio giudicante della quaestio perpetua de repetundis degli Equites (dopo che la lex Servilia iudiciaria del 106 a.C. vi aveva reintrodotto i senatori).
Inoltre, con la stessa legge si consentiva ai provinciali di recuperare le somme estorte loro dai magistrati anche presso terzi (quo pecunia pervenerit). Introduceva infine la comperendinatio, vale a dire un intervallo di tempo fra il primo dibattimento accusa-difesa e un successivo difesa-accusa.